# Max Welling
Max Welling (nacido en 1968) es un científico informático holandés experto en  aprendizaje automático en la Universidad de Ámsterdam. En agosto de 2017, Qualcomm adquirió la spin-off universitaria Scyfer BV, cofundada por Welling.Desde entonces, se ha desempeñado como vicepresidente de tecnología en Qualcomm Países Bajos. Actualmente también es el científico principal del nuevo laboratorio de investigación de Microsoft en Ámsterdam.
Welling recibió su doctorado en física con una tesis sobre la gravedad cuántica bajo la supervisión del premio Nobel Gerard 't Hooft (1998) en la Universidad de Utrecht. Ha publicado más de 250 artículos revisados por pares sobre aprendizaje automático, visión artificial, estadística y física, y, en particular, ha inventado los codificadores automáticos variacionales (VAE), junto con Diederik P Kingma.